# Leone Pompucci
Leone Pompucci (Roma, Italia, 15 de agosto de 1961) es un guionista y director italiano de cine y televisión. Pompucci ganó un Premio David de Donatello al mejor director principiante por su película Mille bolle blu.

## Biografía
Leone Pompucci se graduó del Instituto Avogadro en Roma, y estudió en la Academia Nacional de Santa Cecilia. Debutó su carrera como fotógrafo desde 1982 a 1989. Diseño y produjo las carátulas de las más importantes revistas semanales de Italia y Europa: Der Spiegel, L'Express, Panorama, L'Espresso, L'Europeo y Famiglia Cristiana.
A mediados de la década de 1980 Pompucci trabajo para la cadena televisiva italiana Rai 3, luego también para Rai 2 y Rai 1. Gracias a esta experiencia realiza su primera película, Mille bolle blu, y gana el premio David di Donatello al mejor director principiante en 1994. La película se presenta también en el festival de cine de Estocolmo. Su siguiente película, dirigida en 1995, fue también un éxito y ganó el premio Nastro d'argento al mejor guion, escrito por Pompucci mismo. El título del filme era Camerieri. Para la RAI Leone Pompucci realiza varias producciones, comerciales de televisión y otros servicios. En 2000 realiza la película Il grande botto. Luego la RAI le ordena doce episodios de la famosa serie de televisión Don Matteo. Durante la década de 2000 continua produciendo una gran cantidad de comerciales televisivos para la RAI mientras su carrera de director de televisión continua con el telefilme La fuga degli innocenti, para Rai 1. En el año 2011 dirige su película televisiva Il sogno del maratoneta que se estrena en 2012. Esta película biográfica se desarrolla en el 1908 y se basa en la historia del corredor de maratón italiano Dorando Pietri.

## Filmografía

### Director
- Mille bolle blu (1993)
- Camerieri (1995)
- Il grande botto (2000)
- Don Matteo, (2000-2002), Serie de televisión, (12 episodios)
  - Scherzare col fuoco (2000)
  - Il torpedone (2001)
  - Il marchio sulla pelle (2001)
  - Cuore di ghiaccio (2001)
  - La mela avvelenata (2001)
  - Peso massimo (2001)
  - Un uomo onesto (2001)
  - Il morso del serpente (2001)
  - In amore non è mai troppo tardi (2002)
  - Il mistero del convento (2002)
  - Natalina innamorata (2002)
  - La lettera anonima (2002)
- La fuga degli innocenti (2004)
- Il sogno del maratoneta (2011)
- Ferrarelle (2012), vídeo

### Guionista
- Mille bolle blu (1993)
- Camerieri (1995)
- Il grande botto (2000)
- Il sogno del maratoneta (2011)

## Premios
- 1994: Premio David de Donatello al mejor director novel, (David di Donatello per il miglior regista esordiente), película Mille bolle blu.
- 1996: Nastro d'argento al mejor guion, película Camerieri (a Leone Pompucci, Filippo Pichi y Paolo Rossi).